# Ingen Hamlet på Kronborg i år
Ingen Hamlet på Kronborg i år er en dansk dokumentarfilm fra 1986, instrueret af den danske-svenske instruktør Maj Wechselmann, og handler især om den kommunistiske del af modstandsbevægelsen (BOPA) i Danmark under besættelsen.
Filmen vakte opsigt, da den havde premiere i 1986, fordi den beskylder da afdøde skibsreder A. P. Møller for at have næret nazistiske sympatier. Beskyldningerne blev baseret på en tale, som A.P. Møller havde afholdt i Studenterforeningen i 1940, hvorunder han havde citeret Rasmus Rask: "Sit fædreland skylder man alt", og derefter havde fortsat: "I dette har han, som i så meget andet, ret." Yderligere hævdede filmen, at A.P. Møllers medejerskab af Dansk Riffel-syndikat, der bl.a. havde fremstillet våben til den danske hær, under krigen havde leveret våben til værnemagten.
Al offentlig fremvisning af filmen i Danmark blev indstillet, efter at hans søn, skibsreder Mærsk Mc-Kinney Møller, rettede personlig henvendelse til en række institutioner, samt protesterede offentligt, både overfor svensk fjernsyn, som havde vist filmen, og den danske offentlighed. Mærsk Mc-Kinney Møller fik stillet sendetid til rådighed i svensk fjernsyn, hvor han benægtede at hans far skulle have næret nazistiske sympatier. Han hævdede i talen at være i besiddelse af personlige breve, som angiveligt skulle bevise dette.
I filmen interviewes BOPA-manden Martin Evald Jensen (1918-98), gravlagt på Brønshøj Kirkegård, og Harald Gottlieb Nielsen (1912-89), den ældste, men længst levende af de tre Nielsen-brødre – de andre var Kai og Aage. Aage Nielsen døde i afhør hos Gestapo i efteråret 1943, og Harald stod efterfølgende for likvideringen af stikkeren Jens Olsen, der havde angivet broren til tyskerne. Filmens titel viser til, at man sommeren 1940 måtte aflyse Hamlet-forestillingen i Helsingør pga den tyske besættelse.